# Qualificazioni al campionato europeo maschile di pallamano 2022
Le qualificazioni al campionato europeo si sono sviluppate su due fasi. Alla prima fase hanno partecipato 8 squadre nazionali, che hanno disputato due gironi all'italiana con partite di sola andata: al termine delle partite le squadre prime classificate e la vincitrice dell'IHF Emerging Nations Tournament si sono scontrate in gare di andata e ritorno con le tre peggiori classificate delle Qualificazioni al campionato europeo maschile di pallamano 2020. 
Alla seconda fase partecipano 32 squadre nazionali, ovvero 26 nazionali ammesse direttamente più le tre vincitrici della prima fase più le tre migliori squadre tra le nazionali emergenti, suddivise in otto gironi da quattro squadre ciascuno. In ciascun raggruppamento si disputa un girone all'italiana con partite di andata e ritorno e le prime due classificate di ciascun girone più le migliori quattro terze sono ammesse alla fase finale del campionato europeo.

## Prima fase

### Fasce
Il sorteggio per il primo turno di qualificazione ha avuto luogo il 28 settembre 2018 a Vienna, Austria.. Le squadre vincenti dei gironi ottengono la qualificazione al relegation round.
| Pot 1             | Pot 2                 | Pot 3               | Pot 4          |
| ----------------- | --------------------- | ------------------- | -------------- |
| Cipro Lussemburgo | Gran Bretagna Georgia | Azerbaigian Irlanda | Bulgaria Malta |

#### Girone 1
Il girone 1 si svolse con la formula di un mini torneo in sede unica giocatosi a Lussemburgo.

##### Classifica
| Pos | Squadra         | G | V | N | P | GF  | GS  | DG  | Pt | Qualificazione                  |
| --- | --------------- | - | - | - | - | --- | --- | --- | -- | ------------------------------- |
| 1   | Lussemburgo (H) | 3 | 3 | 0 | 0 | 100 | 54  | +46 | 6  | Qualificato al Relegation round |
| 2   | Bielorussia     | 3 | 2 | 0 | 1 | 76  | 84  | −8  | 4  |                                 |
| 3   | Gran Bretagna   | 3 | 1 | 0 | 2 | 71  | 79  | −8  | 2  |                                 |
| 4   | Irlanda         | 3 | 0 | 0 | 3 | 72  | 102 | −30 | 0  |                                 |

##### Risultati
| Arbitro: | Fremstad-Pedersen |

|                             |           |           |
| Da Silva, Negrete Lindsay 6 | Marcatori | Balchev 5 |

| Arbitro: | Ivanovic-Vujisic |

|               |           |               |
| 4 giocatori 4 | Marcatori | Khron Grace 7 |

| Arbitro: | Fremstad-Pedersen |

|         |           |                             |
| Meyer 9 | Marcatori | Da Silva, Negrete Lindsay 7 |

| Arbitro: | Ivanovic-Vujisic |

|           |           |          |
| Balchev 6 | Marcatori | Wirtz 11 |

| Arbitro: | Fremstad-Pedersen |

|                |           |               |
| Khron Grace 10 | Marcatori | Dzhemperiev 9 |

| Arbitro: | Ivanovic-Vujisic |

|                       |           |         |
| Khol, Scheid, Wirtz 5 | Marcatori | Edgar 7 |

#### Girone 2
Il girone 2 si svolse con la formula di un mini torneo in sede unica giocatosi a Cospicua.

##### Classifica
| Pos | Squadra     | G | V | N | P | GF  | GS  | DG  | Pt | Qualificazione                  |
| --- | ----------- | - | - | - | - | --- | --- | --- | -- | ------------------------------- |
| 1   | Cipro       | 3 | 3 | 0 | 0 | 88  | 61  | +27 | 6  | Qualificato al Relegation round |
| 2   | Georgia     | 3 | 2 | 0 | 1 | 102 | 71  | +31 | 4  | Qualificato al Relegation round |
| 3   | Azerbaigian | 3 | 1 | 0 | 2 | 69  | 79  | −10 | 2  |                                 |
| 4   | Malta (H)   | 3 | 0 | 0 | 3 | 65  | 113 | −48 | 0  |                                 |

##### Risultati
| Arbitro: | Bozhinovski-Nachevski |

|           |           |                        |
| Argyrou 7 | Marcatori | Askerov, Nazaraliyev 3 |

| Arbitro: | Carmaux-Mursch |

|                  |           |             |
| Tskhovrebadze 11 | Marcatori | Di Pilato 5 |

| Arbitro: | Bozhinovski-Nachevski |

|             |           |                            |
| Aydamirov 9 | Marcatori | Chanturia, Tskhovrebadze 6 |

| Arbitro: | Carmaux-Mursch |

|          |           |           |
| Mifsud 7 | Marcatori | Ioannou 7 |

| Arbitro: | Carmaux-Mursch |

|          |           |                  |
| Agyrou 9 | Marcatori | Tskhovrebadze 11 |

| Arbitro: | Bozhinovski-Nachevski |

|             |           |             |
| Aydamirov 9 | Marcatori | Di Pilato 6 |

## IHF Emerging Nations Championship
| Rank | Team          |
| ---- | ------------- |
| 1    | Georgia       |
| 2    | Bulgaria      |
| 3    | Gran Bretagna |
| 4    | Azerbaigian   |
| 5    | Irlanda       |
| 6    | Malta         |

- Note: Classifica con sole squadre europee.

## Relegation Round
Al Relegation Round partecipano le prime due classificate della Prima fase (Lussemburgo e Cipro), la vincitrice dell'IHF Emerging Nations Championship (Georgia) e le tre squadre peggio classificate alle qualificazioni ad Euro20 (Belgio, Estonia e Finlandia). Il sorteggio per decretare gli accoppiamenti si è svolto il 23 luglio 2019.
| Pot 1                     | Pot 2                    |
| ------------------------- | ------------------------ |
| Cipro Georgia Lussemburgo | Belgio Estonia Finlandia |

### Risultati
Le gare d'andata si sono giocate tra il 15 e il 16 gennaio, mentre il ritorno si è giocato il 19 gennaio 2020.
| Squadra 1   | Totale | Squadra 2 | Andata | Ritorno |
| ----------- | ------ | --------- | ------ | ------- |
| Georgia     | 45–61  | Finlandia | 24–24  | 21–37   |
| Lussemburgo | 53–69  | Estonia   | 33–38  | 20–31   |
| Belgio      | 55–23  | Cipro     | 24–7   | 31–16   |

#### Andata
| Arbitro: | Ben Dam-Faran |

|                 |           |            |
| Tskhovrebadze 8 | Marcatori | Tamminem 6 |

| Arbitro: | Martins-Martins |

|          |           |         |
| Wirtz 11 | Marcatori | Toom 10 |

| Arbitro: | Cernavskis-Bogdanov |

|           |           |           |
| D'Hanis 6 | Marcatori | Ioannou 3 |

#### Ritorno
| Arbitro: | Bounouara-Sami |

|               |           |         |
| 4 giocatori 4 | Marcatori | Wirtz 6 |

| Arbitro: | Hofer-Schmidhuber |

|            |           |                              |
| Rönnberg 8 | Marcatori | Orjonikidze, Tskhovrebadze 7 |

| Arbitro: | Di Domenico-Fornasier |

|             |           |          |
| Paraskeva 8 | Marcatori | Denert 7 |

## Seconda fase
Sono 32 le squadre che si affrontano nella seconda fase di qualificazione. Le prime due classificate di ogni girone e le quattro migliori terze si qualificano al turno successivo.
Il sorteggio per i gironi si è tenuto il 16 giugno 2020 a Vienna, Austria.
Per ragioni politiche, le nazionali di Serbia e Kosovo non sono state sorteggiate nello stesso girone.

### Fasce
| Pot 1                                                                 | Pot 2                                                                       | Pot 3                                                                          | Pot 4                                                          |
| --------------------------------------------------------------------- | --------------------------------------------------------------------------- | ------------------------------------------------------------------------------ | -------------------------------------------------------------- |
| Francia Norvegia Germania Danimarca Slovenia Svezia Rep. Ceca Islanda | Russia Austria Polonia Bielorussia Serbia Montenegro Paesi Bassi Portogallo | Lettonia Lituania Svizzera Romania Ucraina Polonia Belgio Bosnia ed Erzegovina | Finlandia Israele Estonia Grecia Turchia Italia Kosovo Fær Øer |

### Gruppo 1

#### Classifica
|  | Pos. | Squadra | Pt | G | V | N | S | GF  | GS  | D   | Note        |
|  | ---- | ------- | -- | - | - | - | - | --- | --- | --- | ----------- |
|  | 1.   | Serbia  | 7  | 4 | 3 | 1 | 0 | 111 | 96  | +15 | Fase finale |
|  | 2.   | Francia | 5  | 4 | 2 | 1 | 1 | 136 | 114 | +22 | Fase finale |
|  | 3.   | Grecia  | 0  | 4 | 0 | 0 | 4 | 107 | 144 | -37 |             |
|  | 4.   | Belgio  | 0  | 0 | 0 | 0 | 0 | 0   | 0   | +0  | Ritirata    |

#### Risultati

##### Andata
| Arbitro: | Mitrevski, Todorovski |

|         |           |        |
| Kukić 6 | Marcatori | Mahé 6 |

| Arbitro: | Pirvu, Potîrniche |

|               |           |           |
| Radivojević 8 | Marcatori | Mylonas 6 |

| Arbitro: | Kaluđerović, Vujačić |

|              |           |                  |
| Iliopoulos 7 | Marcatori | Fabregas, Mahè 6 |

##### Ritorno
| Arbitro: | Accoto, Accoto |

|            |           |            |
| Fabregas 5 | Marcatori | Marsenić 8 |

| Arbitro: | Ben-Dan, Faran |

|              |           |            |
| Arampatzis 6 | Marcatori | Marsenić 5 |

| Arbitro: | Doychinov, Goretsov |

|          |           |          |
| Descat 8 | Marcatori | Boskos 7 |

### Gruppo 2

#### Classifica
|  | Pos. | Squadra              | Pt | G | V | N | S | GF  | GS  | D   | Note        |
|  | ---- | -------------------- | -- | - | - | - | - | --- | --- | --- | ----------- |
|  | 1.   | Germania             | 12 | 6 | 6 | 0 | 0 | 191 | 135 | +57 | Fase finale |
|  | 2.   | Austria              | 6  | 6 | 3 | 0 | 3 | 157 | 175 | -18 | Fase finale |
|  | 3.   | Bosnia ed Erzegovina | 4  | 6 | 2 | 0 | 4 | 137 | 142 | -5  | Fase finale |
|  | 4.   | Estonia              | 2  | 6 | 1 | 0 | 5 | 141 | 174 | -33 |             |

#### Risultati

##### Andata
| Arbitro: | Di Domenico, Fornasier |

|          |           |         |
| Wagner 7 | Marcatori | Toom 10 |

| Arbitro: | Simone, Monitillo |

|           |           |        |
| Pekeler 5 | Marcatori | Prce 8 |

| Arbitro: | Petrušis, Barysas |

|               |           |        |
| Toom, Varik 4 | Marcatori | Khün 9 |

| Arbitro: | Horvát, Balázs |

|                     |           |             |
| Frimmel, Zivković 7 | Marcatori | Schiller 11 |

| Arbitro: | Čerņavskis, Bogdanovs |

|              |           |          |
| Lees, Toom 8 | Marcatori | Ovčina 5 |

| Arbitro: | Mandák, Rudinský |

|         |           |         |
| Perić 5 | Marcatori | Weber 6 |

##### Ritorno
| Arbitro: | Pichon, Reveret |

|           |           |           |
| Metzner 5 | Marcatori | Hutecek 7 |

| Arbitro: | Backović, Palačković |

|         |           |              |
| Panić 5 | Marcatori | Lees, Toom 4 |

| Arbitro: | Jurinović, Mrvica |

|         |           |             |
| Perić 8 | Marcatori | Schiller 10 |

| Arbitro: | Canbro, Kliko |

|        |           |         |
| Toom 9 | Marcatori | Weber 7 |

| Arbitro: | Capoccia, Jucker |

|            |           |              |
| Schiller 6 | Marcatori | Lees, Toom 5 |

| Arbitro: | Horáček, Novotný |

|         |           |            |
| Weber 6 | Marcatori | Haseljić 6 |

### Gruppo 3

#### Classifica
|  | Pos. | Squadra   | Pt | G | V | N | S | GF  | GS  | D   | Note        |
|  | ---- | --------- | -- | - | - | - | - | --- | --- | --- | ----------- |
|  | 1.   | Russia    | 10 | 6 | 4 | 2 | 0 | 171 | 156 | +15 | Fase finale |
|  | 2.   | Rep. Ceca | 7  | 6 | 3 | 1 | 2 | 163 | 150 | +13 | Fase finale |
|  | 3.   | Ucraina   | 5  | 6 | 2 | 1 | 3 | 154 | 158 | -4  | Fase finale |
|  | 4.   | Fær Øer   | 2  | 6 | 1 | 0 | 5 | 140 | 164 | -24 |             |

#### Risultati

##### Andata
| Arbitro: | Boričić, Marković |

|          |           |         |
| Zukhov 7 | Marcatori | Fokin 7 |

| Arbitro: | Leszczyński, Piechota |

|            |           |                        |
| Akimenko 7 | Marcatori | Gunnarsson, Djurhuus 4 |

| Arbitro: | Erdoğan, Özdeniz |

|             |           |       |
| Kosorotov 6 | Marcatori | Čip 7 |

| Arbitro: | Sekulić, Jovandić |

|        |           |            |
| Užek 6 | Marcatori | Johansen 6 |

| Arbitro: | Pavićević, Ražnatović |

|          |           |          |
| Horiha 5 | Marcatori | Bečvář 6 |

| Arbitro: | Ivanović, Vujisić |

|           |           |         |
| Kiselev 7 | Marcatori | Jojic 8 |

##### Ritorno
| Arbitro: | Covalciuc, Covalciuc |

|          |           |                      |
| Soroka 8 | Marcatori | Kravchenko, Zukhov 6 |

| Arbitro: | Madsen, Mortensen |

|             |           |            |
| Skipagøtu 7 | Marcatori | Akimenko 8 |

| Arbitro: | Sekulić, Jovandić |

|          |           |           |
| Hrstka 5 | Marcatori | Kiselev 6 |

| Arbitro: | Brimvik, Nolsoe |

|                    |           |         |
| Olsen, Skipagøtu 5 | Marcatori | Klima 9 |

| Arbitro: | Nikolov, Nachevski |

|         |           |               |
| Klima 8 | Marcatori | 4 giocatori 4 |

| Arbitro: | Martins, Martins |

|             |           |             |
| Skipagøtu 6 | Marcatori | Kosorotov 8 |

### Gruppo 4

#### Classifica
|  | Pos. | Squadra    | Pt | G | V | N | S | GF  | GS  | D   | Note        |
|  | ---- | ---------- | -- | - | - | - | - | --- | --- | --- | ----------- |
|  | 1.   | Portogallo | 10 | 6 | 5 | 0 | 1 | 185 | 158 | +27 | Fase finale |
|  | 2.   | Islanda    | 8  | 6 | 4 | 0 | 2 | 188 | 147 | +41 | Fase finale |
|  | 3.   | Lituania   | 4  | 6 | 2 | 0 | 4 | 159 | 189 | -40 | Fase finale |
|  | 4.   | Israele    | 2  | 6 | 1 | 0 | 5 | 162 | 200 | -38 |             |

#### Risultati

##### Andata
| Arbitro: | Hansen, Madsen |

|              |           |                        |
| Styrmisson 8 | Marcatori | Malašinskas, Simėnas 5 |

| Arbitro: | Carmaux, Maursh |

|               |           |            |
| 4 giocatori 4 | Marcatori | Pomeranz 9 |

| Arbitro: | Čerṇavskis, Bogdanov |

|           |           |           |
| Urbonas 5 | Marcatori | Portela 5 |

| Arbitro: | Baumgart, Wild |

|           |           |                    |
| Portela 7 | Marcatori | Elísson, Jónsson 6 |

| Arbitro: | Nikolić, Stojković |

|         |           |           |
| Sidi 11 | Marcatori | Urbonas 8 |

| Arbitro: | Nikolić, Stojković |

|               |           |               |
| 3 giocatori 3 | Marcatori | 3 giocatori 5 |

##### Ritorno
| Arbitro: | Līcis, Sondors |

|           |           |         |
| Elísson 9 | Marcatori | Areia 4 |

| Arbitro: | Budzak, Zahradnik |

|                      |           |         |
| Drabavičius, Pleta 6 | Marcatori | Sidi 12 |

| Arbitro: | Nabokau, Kulik |

|                |           |              |
| Malašinskas 12 | Marcatori | Pálmarsson 8 |

| Arbitro: | Novikov, Rozhkov |

|        |           |              |
| Sidi 6 | Marcatori | Branquinho 9 |

| Arbitro: | Cipov, Klus |

|              |           |                   |
| Guðjónsson 7 | Marcatori | Cohen, Pomeranz 6 |

| Arbitro: | Rosendo, Rodríguez |

|         |           |                |
| Areia 7 | Marcatori | Stankevičius 6 |

### Gruppo 5

#### Classifica
|  | Pos. | Squadra     | Pt | G | V | N | S | GF  | GS  | D   | Note        |
|  | ---- | ----------- | -- | - | - | - | - | --- | --- | --- | ----------- |
|  | 1.   | Slovenia    | 9  | 6 | 4 | 1 | 1 | 188 | 152 | +36 | Fase finale |
|  | 2.   | Paesi Bassi | 9  | 6 | 4 | 1 | 1 | 168 | 167 | +1  | Fase finale |
|  | 3.   | Polonia     | 6  | 6 | 3 | 0 | 3 | 176 | 165 | +11 | Fase finale |
|  | 4.   | Turchia     | 0  | 6 | 0 | 0 | 6 | 144 | 192 | -48 |             |

#### Risultati

##### Andata
| Arbitro: | Mandák, Rudinský |

|          |           |         |
| Marguč 8 | Marcatori | Sićko 8 |

| Arbitro: | Kiklo, Canbro |

|         |           |          |
| Smits 9 | Marcatori | Çelebi 6 |

| Arbitro: | Baumgart, Wild |

|          |           |          |
| Daszek 7 | Marcatori | Smits 10 |

| Arbitro: | Pálsson, Elíasson |

|         |           |                 |
| Smits 8 | Marcatori | Dolenec, Janc 7 |

| Arbitro: | Stark, Ștefan |

|            |           |                  |
| Pehlivan 9 | Marcatori | Gębela, Moryto 6 |

| Arbitro: | Konjičanin, Konjičanin |

|         |           |            |
| Biçer 7 | Marcatori | Dolenec 12 |

##### Ritorno
| Arbitro: | Gatelis, Mažeika |

|          |           |            |
| Moryto 7 | Marcatori | Pehlivan 5 |

| Arbitro: | Mandák, Rudinský |

|         |           |         |
| Gajić 7 | Marcatori | Smits 9 |

| Arbitro: | Cindrić, Gonzurek |

|         |           |        |
| Biçer 5 | Marcatori | Smit 6 |

| Arbitro: | Baďura, Ondogrecula |

|          |           |         |
| Moryto 7 | Marcatori | Novak 5 |

| Arbitro: | Pirvu, Potirniche |

|                     |           |               |
| Mačkovšek, Marguč 6 | Marcatori | 3 giocatori 4 |

| Arbitro: | Marín, García |

|            |           |               |
| K. Smits 8 | Marcatori | 3 giocatori 6 |

### Gruppo 6

#### Classifica
|  | Pos. | Squadra     | Pt | G | V | N | S | GF  | GS  | D   | Note        |
|  | ---- | ----------- | -- | - | - | - | - | --- | --- | --- | ----------- |
|  | 1.   | Norvegia    | 10 | 6 | 5 | 0 | 1 | 190 | 168 | +22 | Fase finale |
|  | 2.   | Bielorussia | 10 | 6 | 5 | 0 | 1 | 192 | 132 | +60 | Fase finale |
|  | 3.   | Italia      | 2  | 6 | 1 | 0 | 5 | 160 | 193 | -33 |             |
|  | 4.   | Lettonia    | 2  | 6 | 1 | 0 | 5 | 141 | 190 | -49 |             |

#### Risultati

##### Andata
| Arbitro: | Covalciuc, Covalciuc |

|             |           |               |
| Vailupau 12 | Marcatori | 3 giocatori 5 |

| Arbitro: | Panayides, Andreou |

|           |           |                     |
| Arcieri 4 | Marcatori | Gulliksen, Jøndal 7 |

| Arbitro: | Pandžić, Mošorinski |

|             |           |             |
| Mikelsons 7 | Marcatori | Vailupau 14 |

| Arbitro: | Leszczyński, Piechota |

|          |           |            |
| Kulesh 6 | Marcatori | Barthold 7 |

| Arbitro: | Bounouara, Sami |

|                     |           |           |
| Parisini, Bortoli 6 | Marcatori | Kušners 5 |

| Arbitro: | Jerlecki, Łabuń |

|              |           |              |
| Gulliksen 11 | Marcatori | Kreicbergs 3 |

##### Ritorno
| Arbitro: | Mortensen-Kirkholm |

|            |           |             |
| Barthold 9 | Marcatori | Pukhouski 9 |

| Arbitro: | Grigalionis-Šniurevičius |

|        |           |             |
| Dude 8 | Marcatori | Bulzamini 9 |

| Arbitro: | Jerlecki, Łabuń |

|            |           |           |
| Politers 6 | Marcatori | Sagosen 9 |

| Arbitro: | Tzaferopoulos, Bethmann |

|        |           |                    |
| Kasa 7 | Marcatori | Bokhan, Vailupau 7 |

| Arbitro: | Erdoğan, Özdeniz |

|          |           |        |
| Jøndal 8 | Marcatori | Kasa 3 |

| Arbitro: | Kull, Tint |

|               |           |                          |
| Gayduchenko 6 | Marcatori | Borodovskis, Veršakovs 5 |

### Gruppo 7

#### Classifica
|  | Pos. | Squadra            | Pt | G | V | N | S | GF  | GS  | D   | Note        |
|  | ---- | ------------------ | -- | - | - | - | - | --- | --- | --- | ----------- |
|  | 1.   | Danimarca          | 10 | 6 | 5 | 0 | 1 | 213 | 155 | +58 | Fase finale |
|  | 2.   | Macedonia del Nord | 10 | 6 | 5 | 0 | 1 | 168 | 163 | +5  | Fase finale |
|  | 3.   | Svizzera           | 4  | 6 | 2 | 0 | 4 | 170 | 164 | +6  |             |
|  | 4.   | Finlandia          | 0  | 6 | 0 | 0 | 6 | 141 | 210 | -69 |             |

#### Risultati

##### Andata
| Arbitro: | Stark-Stefan |

|         |           |           |
| Lauge 9 | Marcatori | Schmid 10 |

| Arbitro: | Pavliukov-Ershov |

|            |           |             |
| Lazarov 11 | Marcatori | Granlund 10 |

| Arbitro: | Smailagic-Smailagic |

|            |           |           |
| Granlund 7 | Marcatori | Hansen 11 |

| Arbitro: | Kurtagic-Wetterwik |

|          |           |           |
| Schmid 6 | Marcatori | Lazarov 6 |

| Arbitro: | Nikolić, Stojković |

|               |           |              |
| 3 giocatori 5 | Marcatori | M. Hansen 11 |

| Arbitro: | Līcis, Sondors |

|               |           |              |
| 3 giocatori 3 | Marcatori | Milošević 10 |

##### Ritorno
| Arbitro: | Horváth, Marton |

|          |           |                  |
| Gidsel 7 | Marcatori | F. Kuzmanovski 5 |

| Arbitro: | Martins, Martins |

|           |           |                |
| Schmid 14 | Marcatori | M. Granlund 10 |

| Arbitro: | Bounouara, Sami |

|               |           |                        |
| M. Granlund 6 | Marcatori | Kuzmanovski, Lazarov 5 |

| Arbitro: | Pichon, Reveret |

|           |           |               |
| Schmid 12 | Marcatori | 4 giocatori 4 |

| Arbitro: | Geraets, Geraets |

|             |           |               |
| Jakobsen 10 | Marcatori | M. Granlund 6 |

| Arbitro: | Lah, Sok |

|                        |           |         |
| Kuzmanovski, Lazarov 6 | Marcatori | Rubin 9 |

### Gruppo 8

#### Classifica
|  | Pos. | Squadra    | Pt | G | V | N | S | GF  | GS  | D   | Note        |
|  | ---- | ---------- | -- | - | - | - | - | --- | --- | --- | ----------- |
|  | 1.   | Svezia     | 12 | 6 | 6 | 0 | 0 | 194 | 131 | +63 | Fase finale |
|  | 2.   | Montenegro | 6  | 6 | 3 | 0 | 3 | 155 | 163 | -8  | Fase finale |
|  | 3.   | Kosovo     | 3  | 6 | 1 | 1 | 4 | 132 | 176 | -44 |             |
|  | 4.   | Romania    | 3  | 6 | 1 | 1 | 4 | 156 | 167 | -11 |             |

#### Risultati

##### Andata
| Arbitro: | Caçador, Nicolau |

|         |           |           |
| Wanne 9 | Marcatori | Dumitru 6 |

| Arbitro: | Yovchev, Yonchev |

|           |           |           |
| Grbović 9 | Marcatori | Terziqi 6 |

| Arbitro: | Nachevski, Bozhinovski |

|              |           |          |
| Gjuka-Jupa 4 | Marcatori | Pellas 9 |

| Arbitro: | Horvát, Marton |

|         |           |           |
| Bujor 8 | Marcatori | Vujović 6 |

| Arbitro: | Doychinov, Goretsov |

|           |           |                   |
| Terziqi 5 | Marcatori | Grigoraş, Negru 4 |

| Arbitro: | Mandák, Rudinský |

|              |           |          |
| Ševaljević 6 | Marcatori | Wanne 11 |

##### Ritorno
| Arbitro: | Mažeika, Gatelis |

|          |           |                          |
| Ekberg 8 | Marcatori | B. Vujović, M. Vujović 6 |

| Arbitro: | Jović, Arnautović |

|            |           |        |
| Grigoraş 7 | Marcatori | Jupa 8 |

| Arbitro: | Boričić, Marković |

|                    |           |          |
| Humet, Asoltanei 6 | Marcatori | Ekberg 8 |

| Arbitro: | Brunner, Salah |

|             |           |              |
| Tahirukaj 7 | Marcatori | Ševaljević 6 |

| Arbitro: | Rauchs, Linster |

|          |           |               |
| Ekberg 9 | Marcatori | Dedaj, Quni 4 |

| Arbitro: | Brkic, Jusufhodzic |

|                   |           |         |
| Lasica, Vujović 5 | Marcatori | Humet 6 |

### Ranking per le terze classificate
Le migliori quattro squadre classificatesi in terza posizione nei rispettivi gironi, passano alla fase finale. Per questa speciale classifica non sono state prese in considerazione le partite giocate contro le squadre arrivate ultime nei rispettivi gironi.
| Pos | Gr | Squadra              | G | V | N | P | GF  | GS  | DG  | Pt | Qualificazione |
| --- | -- | -------------------- | - | - | - | - | --- | --- | --- | -- | -------------- |
| 1   | 2  | Bosnia ed Erzegovina | 4 | 1 | 0 | 3 | 95  | 98  | −3  | 2  | Fase finale    |
| 2   | 5  | Polonia              | 4 | 1 | 0 | 3 | 112 | 117 | −5  | 2  | Fase finale    |
| 3   | 4  | Lituania             | 4 | 1 | 0 | 3 | 100 | 127 | −27 | 2  | Fase finale    |
| 4   | 3  | Ucraina              | 4 | 0 | 1 | 3 | 103 | 112 | −9  | 1  | Fase finale    |
| 5   | 7  | Svizzera             | 4 | 0 | 0 | 4 | 106 | 115 | −9  | 0  |                |
| 6   | 1  | Grecia               | 4 | 0 | 0 | 4 | 107 | 144 | −37 | 0  |                |
| 7   | 6  | Italia               | 4 | 0 | 0 | 4 | 103 | 145 | −42 | 0  |                |
| 8   | 8  | Kosovo               | 4 | 0 | 0 | 4 | 79  | 128 | −49 | 0  |                |